# Blocagem (estatística)
Na teoria estatística de planejamento de experimentos, blocagem é o arranjo de unidades experimentais em grupos (blocos) que são similares entre si.

## Exemplo
Por exemplo, um experimento é planejado para testar uma nova droga em pacientes. Existem dois tipos de tratamento, droga, e placebo, administrados para pacientes do sexo masculino e feminino em um ensaio cego duplo. O sexo do paciente é um fator de blocagem que influencia a variância do tratamento entre homens e mulheres. Isso reduz as fontes de variância e resulta em maior precisão.

## Uso
Reduzir a variância conhecida é exatamente o que a blocagem faz. Seu princípio reside no fato de que uma variância que não pode ser superada (e.g. a necessidade de dois lotes de matéria-prima para produzir um recipiente de propduto químico) é correlacionada com uma interação (maior/da ordem mais alta) para eliminar sua influência produto final. Interações de ordens maiores são normalmente de menor importância (pense no fato de que a temperatura de um reator ou do lote de matérias-primas é mais importante do que a combinação das duas - isso é verdade especialmente quando mais fatores estão presentes (3, 4, ...)) então é preferível correlacionar essa variância com a interação mais alta.
Suponha que um processo é inventado para fazer com que os solados de sapatos durem mais, e um plano é elaborado para conduzir um teste de campo. Dado um grupo de n voluntários, uma possível projeção seria dar para n/2 deles sapatos com os novos solodados e para os outros n/2 deles, sapatos com os solados comuns, aleatorizando a atribuição dos dois tipos de solados. Esse tipo de experimento é um planejamento completamente aleatório. Ambos os grupos são então solicitados a usar seus sapatos por um período de tempo, e então é medido o grau de desgaste dos solados. Isso é uma planejamento possível de se trabalhar, mas puramente do ponto de vista da acurácia estatística (ignorando quaisquer outros fatores), um planejamento melhor seria dar a cada pessoa um solado comum e um solado novo, atribuindo aleatoriamente os dois tipos entre o pé esquerdo e o pé direito de cada voluntário. Esse tipo de planejamento é chamado de planejamento de bloco completo atleatório. Esse planejamento será mais sensível que o primeiro, porque cada pessoa está atuando sob seu próprio controle e por isso o controle do grupo é mais próximo do grupo de tratamento.

## Base Teórica
A base teórica da blocagem é o resultado matemático que segue. Dadas as variáveis aleatórias, X e Y
{\displaystyle Var(X-Y)=Var(X)+Var(Y)-2{Cov}(X,Y).}
A diferença entre o tratamento e o controle pode tem variância mínima (i.e. precisão máxima) maximizando a covariância (ou a correlação) entre X e Y.